# Georges de La Tour
Pour les articles homonymes, voir De La Tour.
Georges de La Tour, né et baptisé le 14 mars 1593 à Vic-sur-Seille et mort le 30 janvier 1652 à Lunéville, est un peintre lorrain.
Artiste au confluent des cultures nordique, italienne et française, contemporain de Jacques Callot et des frères Le Nain, La Tour est un observateur pénétrant de la réalité quotidienne. Son goût prononcé pour les jeux d'ombres et de lumières fait de lui l'un des continuateurs les plus originaux du Caravage.
Reconnu de son vivant, il est rapidement oublié après sa mort. Redécouvert au début du XXe siècle, il inspire ensuite des écrivains aussi divers que René Char, André Malraux, Pascal Quignard et Charles Juliet.

## Biographie

### Enfance et formation

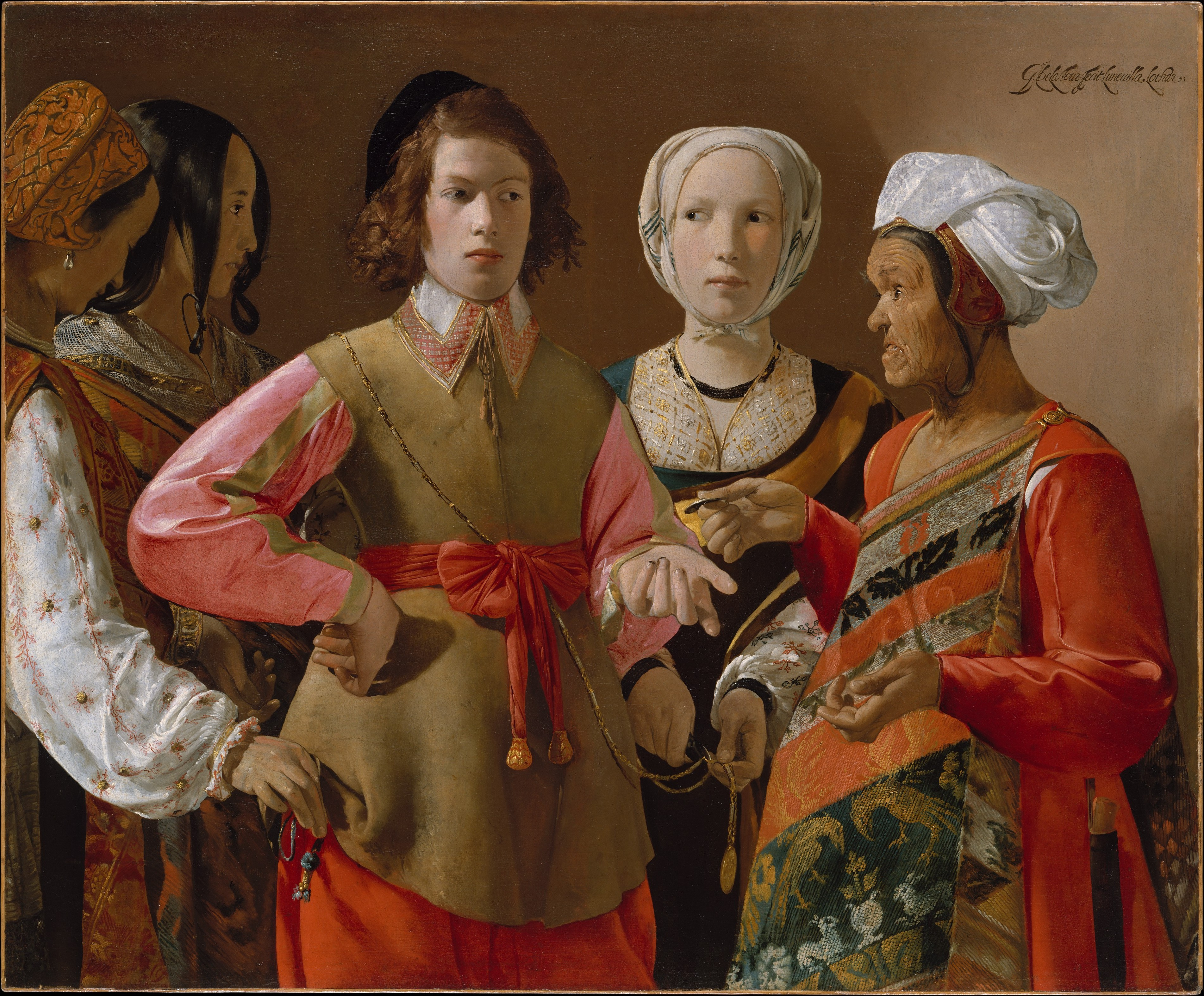
La Diseuse de bonne aventure, vers 1635, Metropolitan Museum of Art, New York.

Georges de La Tour est baptisé le 14 mars 1593 à Vic-sur-Seille, siège du bailliage de l'Évêché de Metz, occupé par le roi de France depuis 1552. L'acte de baptême de Georges de La Tour, conservé au Musée départemental Georges-de-La-Tour à Vic-sur-Seille, indique qu'il est le fils de « Jean de la Tour boulengier [= boulanger] », et de Sibylle Molian, issue également d'une famille de boulangers. Il est le deuxième des sept enfants de la famille.
Son parcours, et particulièrement sa formation initiale, restent méconnus. Il commence une carrière de peintre et fait peut-être la rencontre des maîtres hollandais de l'école caravagesque d'Utrecht Gerrit van Honthorst et Hendrick ter Brugghen lors d'un voyage en 1616. Il a été avancé qu'il se serait rendu à Rome où il aurait découvert l'œuvre du Caravage, mais rien ne l'atteste et, s'il est clairement influencé par le caravagisme, cette influence semble plutôt lui avoir été transmise par le biais de la connaissance de l'œuvre de Hendrick ter Brugghen, peintre auquel il a souvent été comparé. Une Annonciation du Caravage, commandée par le duc Henri II de Lorraine, se trouvait par ailleurs à Nancy, et La Tour l'a sans doute contemplée. Georges de La Tour serait donc néanmoins l'un des rares peintres français de l'époque à ne pas avoir entrepris le classique voyage en Italie.

### Premiers travaux à Lunéville
Il se marie le 2 juillet 1617 à Vic-sur-Seille avec Diane Le Nerf, membre d'une famille noble de Lunéville, bourgade du duché de Lorraine. Les deux époux s'installent dans cette ville où La Tour commence une carrière brillante, sous le règne du duc Henri II de Lorraine, admirateur du Caravage et marié à une princesse italienne Marguerite de Gonzague, nièce de la reine-mère de France. Il s'installe en 1619 à la cour du château de Lunéville. En 1620, il est même reçu "bourgeois" de la ville, doté par le duc de lettres d'exemption qui lui octroient les franchises accordées aux membres de la noblesse. 
Il multiplie les tableaux à sujet religieux mais aussi les scènes de genre, les tableaux réalistes représentant musiciens et mendiants. Il reçoit notamment des commandes du duc, de l'église des Minimes de Lunéville et de Charles IV. Il devient lui-même l'un des habitants les plus riches de Lunéville et reçoit de nombreuses commandes également de la bourgeoisie et de la noblesse lorraine, bien qu'il ne parvienne pas à devenir peintre officiel du duc Henri II, cette charge étant alors l'apanage de Claude Deruet. Aucune commande d'envergure ne nous est connue ; ses toiles sont pour l'essentiel de proportions modestes : souvent un mètre de hauteur.
Mais à partir de 1633, la Lorraine, jusque-là prospère et sûre mais dirigée depuis peu par le maladroit duc Charles IV, sombre dans les destructions de la guerre de Trente Ans. Le duché est envahi puis occupé par la France et devient l'un des champs de bataille de l'Europe en guerre. En 1635, les troupes suédoises ravagent la contrée, semant la mort et la désolation. Les Croates ne sont pas moins cruels ni moins avides. Lunéville, où réside La Tour, est incendiée en septembre 1638 et le peintre est obligé de fuir la ville pour se réfugier avec sa famille à Nancy, où l'on trouve sa trace à partir du 8 février 1639.

### Paris et fin de vie
Le succès de Georges de La Tour s'établit assez vite, puisque des documents mentionnent des commandes « façon La Tour », distinguant son style parmi les contemporains. En 1645, il reproduit les Souffleurs et les Fumeurs, petits formats qui plaisent aux bourgeois.
Le roi de France cherche à s'attacher les artistes lorrains. Si Jacques Callot refuse, Georges de La Tour accepte et se rend à Paris. L'on sait qu'en 1639 il y reçoit le titre de « peintre ordinaire du roi » ainsi qu'un logement au Louvre, le roi Louis XIII possédant un Saint Sébastien soigné par Irène de sa main. Mais ses possessions et privilèges sont chez lui, en Lorraine, et dès que sa maison est reconstruite, en 1641, il est de retour à Lunéville. Le succès est toujours au rendez-vous puisque plusieurs fois le duc de la Ferté, gouverneur français du duché de Lorraine, se voit offrir pour ses étrennes un tableau du maître – notamment de scènes nocturnes –, le premier étant une Nativité en janvier 1645.
Les œuvres de la fin de sa vie représentent exclusivement des scènes religieuses – bien que marquées par la peinture de genre – probablement, selon le critique Anthony Blunt, en raison du regain d'importance de la vie religieuse dû aux franciscains en Lorraine après la guerre de Trente Ans, la Lorraine étant toujours occupée par la soldatesque française. 
Georges de la Tour meurt, d'après son acte de décès, d'une « pleurésie » le 30 janvier 1652 à Lunéville, mais vraisemblablement d'une épidémie qui a d'abord emporté sa femme Diane le 15 janvier 1652 et son valet Jean « dit Montauban » le 22 janvier. Son œuvre sombre rapidement dans l'oubli.
Son fils Étienne (1621-1692) qui a été son apprenti, seul héritier du peintre avec deux sœurs qui ne se marieront pas, va alors réaliser le rêve de son père : acheter le domaine franc de Mesnil près de Lunéville, et gagner ses lettres de noblesse, pour faire oublier son origine roturière.

## Oubli et la redécouverte de Georges de la Tour
Très réputé à son époque, Georges de la Tour sombre ensuite dans l'oubli. Ses œuvres sont dispersées et attribuées à d'autres peintres : italiens, comme Guido Reni, Carlo Saraceni ou Orazio Gentileschi, hollandais comme Hendrick Terbrugghen ou Gerrit van Honthorst et parfois même espagnols comme Francisco de Zurbarán et Vélasquez. Très peu de ses tableaux sont signés, et l'on a parfois volontairement effacé sa signature pour constituer une attribution plus prestigieuse pour l'époque[réf. nécessaire].
On n'a identifié jusqu'ici aucune relique de la vie de La Tour : portrait, objets personnels, livres, demeures, ainsi que sa tombe, tout semble avoir disparu.
Mérimée dans Notes d'un voyage dans l'Ouest de la France, puis, Stendhal, dans Les Mémoires d'un touriste, parus en 1838, découvrant le Vieillard jouant de la vielle l'attribuent tous deux à l'école de Séville, parlant de Murillo ou de Vélasquez.
Son Nouveau-né du musée des Beaux-Arts de Rennes est attribué, quant à lui, à Le Nain par Hippolyte Taine en 1863, tandis que Louis Gonse, en 1900, évoque les noms de Rembrandt, de Vermeer ou encore d'un caravagiste non identifié.
Certaines de ses toiles se retrouvent même sous le nom de Quentin de La Tour, à cause de la proximité du patronyme avec celui du peintre lorrain, et ce, bien qu'il soit né plus d'un siècle après Georges de La Tour et qu'il peigne dans un style complètement différent.
Georges de La Tour est redécouvert seulement en 1915, par l'historien d'art allemand Hermann Voss (1884-1969) à partir de deux tableaux du musée d'Arts de Nantes, L'Apparition de l'ange à saint Joseph et Le Reniement de saint Pierre, qui sont signés et pour l'un d'entre eux daté, ce qui est très rare chez La Tour, permettant à Voss de lui attribuer aussitôt Le Nouveau-né du musée de Rennes (le troisième tableau de Nantes, Le Vielleur, ne sera attribué qu'en 1931).
Les travaux de Hermann Voss – qui s’appuie notamment sur des travaux antérieurs et demeurés un peu ignorés d’Alexandre Joly de 1863, vont permettre de réattribuer plusieurs tableaux à éclairage diurne – ils ont justement replacé Georges de La Tour parmi les plus grands peintres « français » du XVIIe siècle bien qu'il soit Lorrain.
Une exposition « Les Peintres de la Réalité en France au XVIIe siècle », organisée au musée de l'Orangerie de novembre 1934 à février 1935, permet au public de le découvrir. C'est la première fois que sont réunis treize des quinze tableaux alors attribués à l'artiste et c'est une révélation. En 1948, une thèse de François-Georges Pariset renforce les travaux de Voss.
Depuis, les travaux et les études sur l'œuvre de Georges de La Tour se sont multipliés et ont permis l'identification d'une production d'une petite centaine de toiles, dont une quarantaine nous sont parvenues : il est ainsi aujourd'hui considéré comme l'un des plus grands et originaux maîtres français de son temps. Dès 1960, sa Diseuse de bonne aventure est acquise par le Metropolitan Museum of Art de New York, ce qui provoque d'ailleurs une polémique sur l'autorisation du départ d'une œuvre de telle importance hors du territoire français, et une nouvelle exposition lui est consacrée à l'Orangerie, en 1972. Gustaw Herling analyse ainsi la technique du peintre, dans son Journal écrit la nuit (4 juin 1972) : « L'effet que Vermeer confiait à un rayon de la lumière du jour filtré par le verre d'un vitrail, La Tour l'obtient grâce au scintillement de la flamme d'une bougie dans la pénombre de la nuit. Les Joueurs de dés éblouissent, La Femme à la puce fascine ».
Des artistes contemporains insistent sur l'influence que Georges de La Tour a pu ou peut encore avoir sur leurs œuvres. Richelet se réclame ainsi de lui pour ses représentations de corps décharnés inspirées par son Saint Jérôme pénitent.
Vic-sur-Seille, sa ville natale en Lorraine, lui a dédié un musée, le musée départemental Georges-de-La-Tour qui rassemble notamment des œuvres de l'époque et de l'école du peintre ainsi qu'un tableau de sa main récemment acquis (Saint Jean-Baptiste dans le désert) ainsi qu'un Profil de femme qui a sans doute fait partie d'un plus grand tableau disparu.

## Œuvres

### Description de son œuvre

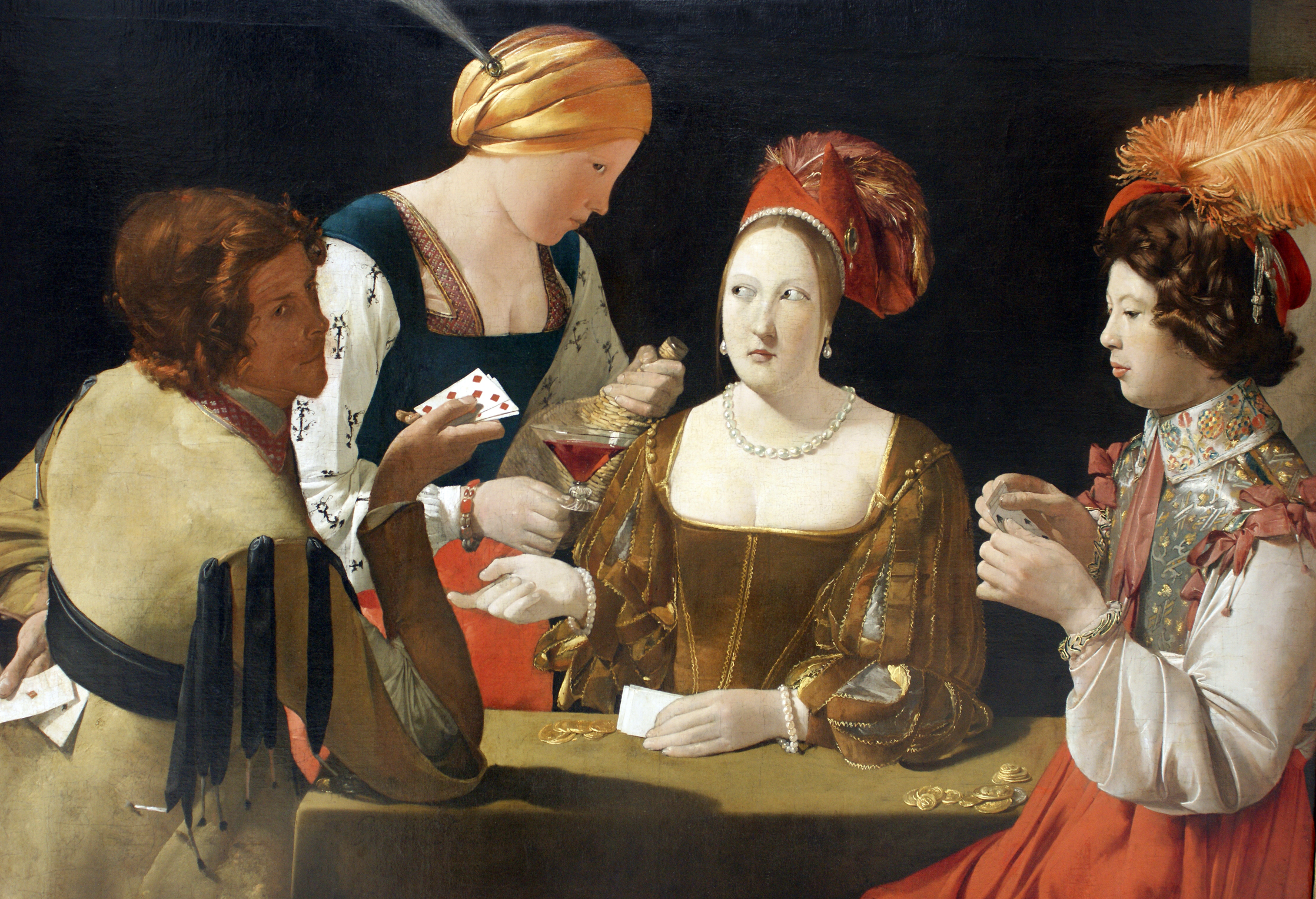
Le Tricheur à l'as de carreau, vers 1635, musée du Louvre, Paris

Les premières œuvres de de La Tour sont caractérisées par l'influence du Caravage, probablement via ses suiveurs hollandais, notamment dans le choix de scènes de genre mettant en scène tricheries et duperies (Le Tricheur à l'as de carreau ou La Diseuse de bonne aventure par exemple) ou encore des rixes de clochards (thèmes qui ont été popularisés par les artistes hollandais). Ces œuvres sont à placer relativement tôt dans la carrière du peintre - avant 1640 en tout cas. Ses premières œuvres montrent également l'influence du peintre lorrain Jacques Bellange.
La Tour est particulièrement célèbre pour les effets de clair-obscur qu'il introduit dans ses scènes nocturnes, technique qu'il a développée bien mieux que tous ses prédécesseurs du nord de l'Europe, tout en transférant son usage, jusque-là réservé à la peinture de genre par les Hollandais, à des sujets religieux. Contrairement au Caravage, les peintures religieuses de La Tour ne présentent pas d'effets dramatiques ou théâtraux ni de monumentalisation des figures, si bien que l'on peut facilement les confondre avec des scènes de genre, ces scènes de la vie quotidienne dont la peinture flamande et hollandaise de l'époque était friande : La Nativité du musée des Beaux-Arts de Rennes en est l'un des meilleurs exemples. Paulette Choné évoque d'ailleurs l'hypothèse que ce tableau pourrait ne représenter qu'une nativité ordinaire, qu'il s'agirait d'un nouveau-né quelconque et non Jésus-Christ, mais pour la rejeter aussitôt « en raison surtout de la densité symbolique, de la gravité quasi liturgique du geste de la servante. » Cette deuxième phase dans sa production picturale commence à partir des années 1640. Les compositions géométriques et la simplification des formes qu'il met en œuvre montrent bien la particularité de son approche du clair-obscur et des leçons du Caravage, ce qui le place clairement en marge du mouvement ténébriste d'un José de Ribera et des suiveurs italiens du Caravage. Sa manière semble être sans équivalent. Sa palette chromatique est caractérisée par des harmonies de rouges, bruns et de blancs avec très peu de couleurs dissonantes. Le recours à une légère simplification des formes, la grande précision du dessin pour les détails et l'absence, dans ses tableaux, de composition construites autour de lignes violentes pourtant si courantes dans la peinture caravagesque sont autant de caractéristiques de l'art de Georges de La Tour.
Le style unique qu'il a développé, ainsi que sa prédilection pour des sujets nocturnes au cadrage serré, où la source de lumière n'est la plupart du temps qu'une chandelle, permettent également bien souvent de reconnaître d'emblée un tableau comme étant de sa main ou, tout du moins, de son école.
Il a souvent peint plusieurs versions d'un même tableau (comme le Tricheur à l'as) mais sa production – ou ce qu'il en reste – est relativement restreinte. Son fils Étienne ayant été son élève, ses œuvres ayant souvent été imitées ou copiées, ainsi que le manque de sources et de documents sur sa vie et son travail, font qu'il est souvent difficile d'établir le corpus des œuvres de Georges de La Tour, seule une trentaine lui ayant été rendues avec sûreté. Le travail d'attribution n'est donc pas encore terminé aujourd'hui.

### Liste des peintures
| Titre                                                                        | Date           | Format (en cm)                 | Inscriptions éventuelles             | Collection                                                        | Ville                                  | Pays        | N° d’inventaire | Image |
| ---------------------------------------------------------------------------- | -------------- | ------------------------------ | ------------------------------------ | ----------------------------------------------------------------- | -------------------------------------- | ----------- | --------------- | ----- |
| Vieillard                                                                    | 1618-1619      | 91 × 60                        |                                      | California Palace of the Legion of Honor                          | San Francisco                          | États-Unis  | 75. 2. 9        |       |
| Vieille Femme.                                                               | 1618-1619      | 91 × 60                        |                                      | California Palace of the Legion of Honor                          | San Francisco                          | États-Unis  | 75. 2. 10       |       |
| Les Mangeurs de pois                                                         | vers 1620      | 76 × 91                        |                                      | Gemäldegalerie                                                    | Berlin                                 | Allemagne   | 76.1            |       |
| Le Vielleur au chien                                                         | vers 1622      | 186 × 120                      |                                      | Musée du Mont-de-Piété                                            | Bergues                                | France      | P/VER. 97       |       |
| Le Vielleur (au chapeau, ou à la mouche)                                     | 1620-1625      | 162 × 105                      |                                      | Musée d'arts de Nantes                                            | Nantes                                 | France      | 340             |       |
| Le Vielleur aveugle (au ruban) (fragment)                                    | 1620-1630      | 84 × 61                        |                                      | Musée du Prado                                                    | Madrid                                 | Espagne     | P07613          |       |
| Le Vielleur (à la sacoche, ou Waidmann)                                      | vers 1625      | 157 × 94                       |                                      | Musée municipal Charles-Friry                                     | Remiremont                             | France      | 689-1-1         |       |
| La Rixe des musiciens                                                        | 1625-1630      | 94 × 104,1                     |                                      | The J. Paul Getty Museum                                          | Los Angeles                            | États-Unis  | 72. PA. 28      |       |
| Le Vielleur à mi-corps (fragment d'une Réunion de musiciens)                 |                | 85 × 58                        | G. de La Tour f.                     | Musées royaux des beaux-arts de Belgique                          | Bruxelles                              | Belgique    | 6477            |       |
| Saint Jacques le Mineur                                                      |                | 65 × 54                        |                                      | Musée Toulouse-Lautrec                                            | Albi                                   | France      | Inv.169         |       |
| Saint Jude Thaddée Série des apôtres d'Albi                                  | vers 1620      | 62 × 51                        |                                      | Musée Toulouse-Lautrec                                            | Albi                                   | France      | Inv.166         |       |
| Saint Philippe Série des apôtres d'Albi                                      | vers 1625      | 63 × 52                        |                                      | Chrysler Museum of Art                                            | Norfolk, Virginie                      | États-Unis  | 77-431          |       |
| Saint Thomas Série des apôtres d'Albi                                        | vers 1620      | 65 × 54                        |                                      | Musée national de l'art occidental                                | Tokyo                                  | Japon       | P.2003-0002     |       |
| Saint André Série des apôtres d'Albi                                         | vers 1620      | 60,5 × 47,5                    |                                      | Collection particulière                                           |                                        | Suisse      |                 |       |
| Saint Jacques le Majeur                                                      |                | 65 × 52                        |                                      | Collection particulière                                           | New York                               | U SA        |                 |       |
| Saint Jérôme Lisant                                                          |                | 79 × 65                        |                                      | Musée du Prado, dépôt du Ministerio de Trabajo y Asuntos Sociales | Madrid                                 | Espagne     | T-5006          |       |
| Saint Jérôme lisant une lettre                                               |                | 62 × 55                        | Zurbarán                             | Château de Hampton Court                                          | Grand Londres                          | Royaume-Uni |                 |       |
| Saint Thomas dit Le Saint à la pique                                         | 1625-1630      | 69 × 61                        | Georguis De La Tour fecit            | Musée du Louvre                                                   | Paris                                  | France      | R. F. 1988-15   |       |
| Saint Jerôme pénitent (à l'auréole)                                          | 1628-1630      | 157 × 100                      |                                      | Musée de Grenoble                                                 | Grenoble                               | France      | MG 408          |       |
| Saint Jerôme pénitent (au chapeau cardinalice)                               | vers 1630      | 152 × 109                      |                                      | Nationalmuseum                                                    | Stockholm                              | Suède       | NM 2026         |       |
| La Diseuse de bonne aventure                                                 | vers 1630      | 102 × 123                      | G. De La Tour Fecit Lunevillæ Lothar | Metropolitan Museum of Art                                        | New York                               | États-Unis  | 60.30           |       |
| Irène soignant saint Sébastien dit Saint Sébastien à la lanterne             | 1630-1635      | 105 x 139 cm (huile sur toile) |                                      | Musée des Beaux-Arts                                              | Orléans                                | France      |                 |       |
| Le Tricheur à l'as de trèfle                                                 | 1630-1634      | 97,8 × 156,2                   |                                      | Musée d'Art Kimbell                                               | Fort Worth, Texas                      | États-Unis  | AP 1981.06      |       |
| Le Tricheur à l'as de carreau (ou Le Tricheur Landry)                        | 1635-1638      | 106 × 146                      | Georgius De la Tour fecit            | Musée du Louvre                                                   | Paris                                  | France      | R. F. 1972-8    |       |
| Job raillé par sa femme                                                      | 1620-1650      | 145 × 97                       | G De La Tour fecit                   | Musée départemental d'Art ancien et contemporain                  | Épinal                                 | France      | 1829-22         |       |
| La Femme à la puce                                                           | vers 1638      | 120 × 90                       |                                      | Musée lorrain                                                     | Nancy                                  | France      | MHL 55. 4. 3    |       |
| La Madeleine pénitente (à la flamme filante)                                 | 1638-1640      | 118 × 90                       | G. de La Tour                        | Musée d'art du comté de Los Angeles                               | Los Angeles, Californie                | États-Unis  | M.77.73         |       |
| La Madeleine pénitente (au miroir) (ou La Madeleine Fabius)                  | 1635-1640      | 113 × 93                       |                                      | National Gallery of Art                                           | Washington                             | États-Unis  | 1974.52.1       |       |
| La Madeleine pénitente (aux deux flammes)                                    | vers 1640      | 134 × 92                       |                                      | Metropolitan Museum of Art                                        | New York                               | États-Unis  | 1978.517        |       |
| La Madeleine pénitente (à la veilleuse) ou La Madeleine Terff                | 1640-1645      | 128 × 94                       | [...] La Tour fect                   | Musée du Louvre                                                   | Paris                                  | France      | R. F. 1949-11   |       |
| Saint Joseph charpentier                                                     | vers 1642      | 137 × 102                      |                                      | Musée du Louvre                                                   | Paris                                  | France      | R. F. 1948-27   |       |
| Le Souffleur à la lampe                                                      | vers 1640      | 61 × 51                        | De La Tour f                         | Musée des Beaux-Arts de Dijon                                     | Dijon                                  | France      | DG 827          |       |
| Le Songe de saint Joseph (parfois appelé L'Ange apparaissant à Saint Joseph) | 1630-1635      | 93 × 81                        | GS. De la Tour f...                  | Musée d'Arts de Nantes                                            | Nantes                                 | France      | 642             |       |
| Les Larmes de saint Pierre ou Saint Pierre repentant                         | 1645           | 114 × 95                       | Georges de La Tour Inve et pinx 1645 | Cleveland Museum of Art                                           | Cleveland                              | États-Unis  | 51. 454         |       |
| L'Adoration des bergers (Georges de La Tour)                                 | vers 1644      | 107 × 137                      |                                      | Musée du Louvre                                                   | Paris                                  | France      | R. F. 2555      |       |
| Saint François en extase                                                     | vers 1645      | 62 × 55                        |                                      | Wadsworth Atheneum Museum of Art                                  | Hartford                               | États-Unis  | 1940.166        |       |
| Le Nouveau-Né (dit aussi Sainte Anne et la Vierge au maillot)                | 1645-1650      | 66 × 54,6                      |                                      | Musée des Beaux-Arts de l'Ontario                                 | Toronto                                | Canada      | 91/415          |       |
| Le Nouveau-né                                                                | Vers 1645      | 77 × 92                        |                                      | Musée des Beaux-Arts de Rennes                                    | Rennes                                 | France      | 794. 2. 6       |       |
| L'Éducation de la Vierge (fragment)                                          | vers 1640      | 57,5 × 44,1                    |                                      | Detroit Institute of Arts                                         | Détroit                                | États-Unis  | 38.8            |       |
| Profil de femme (fragment)                                                   |                | 38 × 30                        |                                      | Musée Georges de La Tour                                          | Vic sur Seille (Vente Christie's 2004) |             |                 |       |
| Les Joueurs de dés                                                           | vers 1650      | 92,5 × 130,5                   | Georges de La Tour Invet et Pinx.    | Preston Hall Museum                                               | Stockton-on-Tees                       | Royaume-Uni | STCMG:1976.0200 |       |
| La Fillette au braisier                                                      | vers 1646-1648 | 76 × 55                        | [...]a Tour                          | Louvre Abu Dhabi. acquis en vente à Cologne le 8 décembre 2020    | Abu Dhabi                              |             |                 |       |
| Le Souffleur à la pipe                                                       | 1646           | 70,8 × 61,5                    | La Tour fec [...]                    | Musée d'Art Fuji de Tokyo                                         | Tokyo                                  | Japon       | 1236-AB047      |       |
| Saint Sébastien soigné par Irène                                             | vers 1649      | 167 × 130                      |                                      | Musée du Louvre                                                   | Paris                                  | France      | R. F. 1979-53   |       |
| Le Reniement de saint Pierre                                                 | 1650           | 135 × 176                      | G. de La Tour in et fec mdcl.        | Musée d'Arts de Nantes                                            | Nantes                                 | France      | 643             |       |
| L'Argent versé                                                               |                | 99 × 152                       | De la Tour (date illisible)          | Galerie nationale d'Arts de Lviv                                  | Lviv                                   | Ukraine     | G 700 79        |       |
| Saint Jean-Baptiste dans le désert                                           | vers 1651      | 81 × 101                       |                                      | Musée départemental Georges-de-La-Tour                            | Vic-sur-Seille                         | France      | R. F. 1995-4    |       |
| Le Jeune Chanteur(atelier?)                                                  | Vers 1645      | 66,7 × 50,2                    |                                      | Leicester Museum and Art Gallery                                  | Leicester                              | Royaume-Uni | L.F19.1983      |       |

Non attribués
| Titre                                             | Date      | Format (en cm) | Inscriptions éventuelles | Collection           | Ville             | Pays       | N° d’inventaire | Image |
| ------------------------------------------------- | --------- | -------------- | ------------------------ | -------------------- | ----------------- | ---------- | --------------- | ----- |
| Saint Sébastien à la lanterne (soigné par Irène), | vers 1630 | 105 × 139      |                          | Musée d'art Kimbell  | Fort Worth, Texas | France     | 561.A           |       |
| L'Éducation de la Vierge (atelier)                | vers 1650 | 84 × 100,5     |                          | The Frick Collection | New York          | États-Unis | 1948.1.155      |       |
| Saint Jérôme lisant (atelier)                     | 1625-1650 | 95 × 72        | La Tour fec [?]          | Musée lorrain        | Nancy             | France     | 92-1-6          |       |

### Le rapport entre littérature et peinture: comment son œuvre picturale a-t-elle imprégné la littérature?

#### Le dialogue entre littérature et peinture
Le rapport entre la littérature et la peinture est étroit : la peinture, pendant des nombreuses années, n'était pas autonome mais sous la tutelle de la littérature. En outre, la peinture occupait une fonction proprement religieuse et politique. Georges de La Tour a lui-même été nommé peintre du roi Louis XIII, et donc peintre de cour attitré avant de sombrer dans l’oubli . Peu à peu, la littérature s'est référée de plus en plus à la peinture, soit «par concurrence mimétique ou alors par fascination pour son autonomie esthétique», selon les mots de Daniel Bergez. Georges de La Tour est un peintre du XVIIe siècle, mais son œuvre depuis sa redécouverte dans les années 1930, a fait couler l'encre de nombreux écrivains. Le livre, en tant qu'objet, est un élément récurrent dans les représentations de Georges de La Tour. Il permet au peintre d'exercer sa technique picturale de la lumière : il offre la possibilité de faire jouer les lumières sur ses angles variés. Le livre constitue un exercice de style du peintre. Le livre le plus représenté est sans conteste la Bible. Georges de La Tour ne fait pas exception à cette remarque générale : on sait de lui que la maîtrise de la lumière est une part important de son œuvre par son usage du ténébrisme. En outre, il a représenté de nombreux sujets religieux mettant en scène la Vulgate. On peut citer Saint Jérôme pénitent qui illustre parfaitement l'idée de dialogue et de tension entre l'image et le livre ainsi que L'Apparition de l'ange à saint Joseph dit aussi le Songe de saint Joseph. À partir du XIXe siècle, la peinture devient source de création pour la littérature ; soit que l’écrivain tente de restituer un rendu pictural à l'aide de son style, soit que la littérature se métamorphose en une écriture de la peinture. Enfin au XXe siècle, les écrivains s'inspirent de l'art pictural dans une visée poétique parmi lesquels on retrouve des surréalistes célèbres tels que André Breton et Paul Eluard. On peut citer aussi : René Char, Henri Michaux, Jean Tardieu, Jacques Prévert, Michel Leiris, Philippe Jaccottet, Michel Butor, Yves Bonnefoy... Les rapports entre littérature et peinture sont parfois difficiles à saisir, car la référence à une œuvre peut être implicite ou mentionnée clairement dans le texte. Par le biais d'une approche stylistique des textes littéraires, il est parfois possible de percer à jour le lien entretenu entre texte et image, par un écrivain avec Georges de La Tour.

#### René Char et Georges de La Tour
René Char a découvert Georges de La Tour, lors d'une exposition organisée à l'Orangerie (Paris) de novembre 1934 à février 1935: elle était intitulée « Les Peintres de la Réalité en France au XVIIe siècle ». Il a consacré divers écrits au peintre, un texte sur Le Prisonnier, dans les Feuillets d'Hypnos 178. René Char dialogue avec le tableau en l'impliquant dans le contexte de Seconde Guerre mondiale : « ténèbres hitlériennes ». . Un autre texte de René Char, extrait encore une fois de Fureur et mystère, rend hommage à la Madeleine à la veilleuse . Dans Le Nu perdu , Char écrit un texte intitulé « Justesse de Georges de La Tour » et dans lequel il fait allusion à divers tableaux du peintre tels que Le tricheur ou Le vielleur.

#### André Malraux et Georges de La Tour
André Malraux a publié en 1951 Les Voix du silence , un ensemble de différents essais sur l'art. Il y exprime sa fascination pour l'œuvre de Georges de La Tour, notamment sa maîtrise de l'éclairage. Malraux parle des détails du style pictural de La Tour : la ligne d'un profil, les formes ou encore l'éclairage. Il compare La Tour avec d'autres peintres : Cézanne, Uccello, Giotto etc.

#### Pascal Quignard et Georges de La Tour
Pascal Quignard a publié un essai intitulé Georges de La Tour en 1991 , réédité en 2005 . Pascal Quignard voit dans les représentations du peintre une spiritualité mystique. Ainsi, il exprime que la flamme chez Georges de La Tour :  « c'est Dieu ». Il parle de « la nuit méditative de Georges de La Tour » dans La Nuit sexuelle . Quignard écrit aussi : « une pensée les absorbe » parlant des figures peintes par La Tour,.

#### Charles Juliet et Georges de La Tour
Charles Juliet a consacré dans Télérama un article où il se glisse dans la peau de Georges de La Tour. Il choisit de rédiger son texte à la première personne du singulier. Il se focalise sur l'emploi de la lumière dans les œuvres de Georges de La Tour et sur des thématiques générales qu'il lui confère. Charles Juliet décrit quelques tableaux par fragments, isolant les éléments marquants.

### Expositions
- Une rétrospective de son œuvre a été organisée au musée de l'Orangerie à Paris en 1972 : Le Songe de Saint Joseph
- Une exposition de 42 de ses œuvres s'est tenue à Paris dans les Galeries nationales du Grand Palais d'octobre 1997 à janvier 1998, Catalogue, 319 p.  (ISBN 978-2-8907-7166-6).
- Du 8 mars au 28 mai 2005 au Musée national d'art occidental de Tokyo, avec le patronage de l'Agence pour les affaires culturelles du Japon et de l'Ambassade de France au Japon[84].
- Une exposition consacrée à la production du peintre sur le thème de saint Jérôme est organisée au musée Georges-de-La-Tour de Vic-sur-Seille du 1er septembre 2013 au 20 décembre 2013[85].
- Les musées de Nantes et Rennes, entre lesquels s'est jouée en 1912-1915 la ré-identification de La Tour par Hermann Voss, commémorent ce centenaire en réunissant leurs quatre toiles dans l'exposition Georges de La Tour : trois « nuits » pour une renaissance (Nantes, 6 décembre 2013 - 8 février 2014 ; Rennes, 18 avril - 18 août 2014).
- Le Musée du Prado de Madrid réunit 31 œuvres pour une exposition monographique du 23 février au 12 juin 2016.
- L' exposition-dossier Georges de La Tour et le mystère de la Femme à la puce, présentée du 31 mars au 2 septembre 2018 au Musée des Beaux-Arts de Nancy a permis de faire le point sur l'ensemble des œuvres liées à l'artiste conservées au Palais des ducs de Lorraine - Musée lorrain.